# بيرتن موراي
بيرتن موراي (بالإنجليزية: Bert Murray)‏ (22 سبتمبر 1942 بهوكستون في المملكة المتحدة - ) هو لاعب كرة قدم بريطاني في مركز الهجوم. شارك مع منتخب إنجلترا تحت 21 سنة لكرة القدم. أما مع النوادي، فقد لعب مع برايتون أند هوف ألبيون وبرمنغهام سيتي وتشيلسي ونادي بيتربورو يونايتد.

## وصلات خارجية
- بيرتن موراي على موقع قاعدة بيانات كرة القدم.إي يو (الإنجليزية)